# Slade
Slade foi uma banda britânica de glam rock formada em Walsall, Wolverhampton em 1966. Foram inicialmente um grupo de Rhythm and blues, sob o nome "The 'N Betweens", e mais tarde um grupo de folk rock  sob o nome "Ambrose Slade".
Tornaram-se bastante popular no início da década de 1970, desta vez adotando o estilo glam rock e finalmente o nome "Slade", lançando uma série de canções que lideraram as paradas musicais britânicas.
O Slade foi um dos grupos musicais mais representativos do glam rock, sendo a banda mais bem-sucedida, comercialmente, do Reino Unido durante a década de 1970 de acordo com o The Guinness Book of British Hit Singles and The Guinness Book of British Hit Albums. Nesse período, foi a banda que mais liderou os charts do Reino Unido, tendo colocado 17 singles no top vinte em apenas três anos (1971–1974), 6 deles em primeiro lugar. Eles também foram os primeiros a liderar as paradas britânicas por três vezes consecutivas. Todas as seis canções líderes do Reino Unido foram compostas pelo vocalista Noddy Holder e pelo guitarrista Jim Lea. Apesar de tudo, o grupo começou a perder popularidade em meados da mesma década devido a uma turnê malsucedida na América do Norte.
Em 1980, recuperam sua popularidade quando foram convidados de última hora para substituir o músico Ozzy Osbourne nos Festivais de Reading e Leeds. Ainda no início de 1980, voltaram as paradas britânicas com o lançamento do single "My Oh My", que também apareceu no ranking dos Estados Unidos. Em 1991, estavam novamente entre os melhores do Reino Unido com o single "Radio Wall of Sound".
A banda se separou em 1992, e dois membros da formação original formaram o grupo "Slade II" no mesmo ano, mas ainda assim é referida somente como "Slade".
No auge de sua carreira, o Slade teve como concorrente conceituados grupos musicais como Wizzard, Sweet, T. Rex, Suzi Quatro, Gary Glitter, Queen e David Bowie. As vendas totais no Reino Unido situam-se em torno de 6 milhões de cópias, sendo que o single "Merry Xmas Everybody" já vendeu mais de um milhão de cópias.
Diversos artistas de gêneros como punk rock, grunge e glam metal já mencionaram ter Slade como influência. Incluindo Nirvana, The Smashing Pumpkins, Ramones, Sex Pistols, Kiss, Motley Crue, Twisted Sister, Quiet Riot, Poison, Def Leppard, Cheap Trick e  Oasis.

## Discografia

### Álbuns de estúdio
- Beginnings (1969)
- Play It Loud (1970)
- Slayed? (1972)
- Old New Borrowed and Blue (1974)
- Slade in Flame (1974)
- Nobody's Fools (1976)
- Whatever Happened to Slade (1977)
- Return to Base (1979)
- We'll Bring the House Down (1981)
- Till Deaf Do Us Part (1981)
- The Amazing Kamikaze Syndrome (1983) (relançado em 1984 como Keep Your Hands Off My Power Supply)
- Rogues Gallery (1985)
- Crackers – The Christmas Party Album (1985)
- You Boyz Make Big Noize (1987)
- Keep on Rockin' (1994) (relançado em 2002 como Cum on Let's Party)

### Álbuns ao vivo
- Slade Alive! (1972)
- Slade Alive, Vol. 2 (1978)
- Slade on Stage (1982)
- Slade Alive! – The Live Anthology (2006)
- Live at the BBC (2009)

### Compilações
- Coz I Luv You (1972)
- Sladest (1973)
- Slade Smashes! (1980)
- Slade's Greats (1984)
- Wall of Hits (1991)
- Feel the Noize – Greatest Hits (1997)
- The Genesis of Slade (2000)
- Get Yer Boots On: The Best of Slade (2000)
- The Very Best of Slade (2005)
- The Slade Box (2006)
- B-Sides (2007)
- Merry Xmas Everybody: Party Hits (2009)

### Extended Plays
- Six of the Best (1980)
- Live at Reading (1980)
- Xmas Ear Bender (1980)